# موديبو سيديبي
موديبو سيديبي هو لاعب كرة قدم ودبلوماسي وسياسي مالي، ولد في 7 نوفمبر 1952 في باماكو في مالي. انتخب Minister of Health of Mali ‏ وانتخب وزير الخارجية ‏ (16 سبتمبر 1997 – 9 يونيو 2002) وانتخب الوزير الأول لمالي ‏ (28 سبتمبر 2007 – 3 أبريل 2011).